# Milícia da Imaculada
A Milícia da Imaculada (Também chamada de MI ou Exército da Imaculada) é uma associação pública de fiéis cristãos fundada a 16 de outubro de 1917, em Roma, por São Maximiliano Maria Kolbe, destinada ao apostolado católico e apostolado mariano, e que tem como ideal: "Conquistar o mundo inteiro para Cristo através da Imaculada".

## História

### Início
Na Década de 1920 acontecia no mundo uma grande atividade anticatólica, na qual se destacavam os maçons, e eles estavam especialmente contra Roma, o centro da Cristandade e a Sede do Vigário de Cristo. Então Frei Maximiliano se dá conta de que era necessário uma renovação espiritual.
A Milícia da Imaculada foi fundada em 16 de outubro de 1917, em Roma, Itália, por sete jovens frades, entre eles, José Pal, Antônio Glowinski, Jerônimo Biasi, Quirico Pignalberi, Antônio Mansi, Henrique Granata e Maximiliano Kolbe. Todos reunidos em um pequeno quarto, no Colégio Seráfico Internacional, localizado na Rua São Teodoro n°42. Algumas velas, uma imagem, um único ideal: "Conquistar o mundo inteiro a Cristo sob a mediação e proteção de Nossa Senhora", utilizando todos os meios lícitos, principalmente os meios de comunicação social.
Era noite, e Frei Maximiliano Kolbe trazia consigo somente a oitava parte de uma folha de papel. Nela escreveu os principais pontos do movimento que acabava de fundar. "Milícia da Imaculada. Ela esmagará a tua cabeça(Gênesis 3,15). Sozinha venceste todas as heresias no mundo inteiro". Uma jaculatória, uma medalha e a conversão de toda a humanidade, aliás, sua santificação.
Em 28 de março de 1919 o Papa Bento XV concedeu aos membros da Milícia da Imaculada bênção verbal, e logo em seguida deu a bênção por escrito. E no dia 04 de abril, Padre Domenico Tavani – Vigário Geral da Ordem, escreve a própria benção, exprimindo também o desejo que a MI se propague entre os outros jovens franciscanos. Sendo no entanto aprovada oficialmente pela Igreja em 2 de janeiro de 1920.

### Cavaleiro da Imaculada
Ansioso em difundir a MI também na Polônia, como fez em Roma, Pe. Kolbe pede a aprovação de seus superiores. O Ministro Provincial concede rápido, bendizendo a iniciativa, e em 20 de dezembro, o bispo Stephen Sapieba, aprovou o programa da MI, recomendando a difusão e autorizando a impressão do Estatuto em língua polonesa.
Em janeiro de 1922, a MI é aprovada como “Piedosa União da Milícia de Maria Imaculada” pelo Cardeal Basílio Pompilii, Vigário Geral da Diocese de Roma. Com uma tiragem de 5 mil cópias, publicou o primeiro número da revista mensal mariana "Rycerz Niepoklanej", o "Cavaleiro da Imaculada", destinada aos operários e camponeses, "como meio de comunicação social para evangelizar o mundo". Em 20 de outubro, Pe. Kolbe foi transferido ao Convento de Grodno, onde continuou a sua atividade de editor da revista e começou a imprimir com a ajuda de dois confrades. O número dos assinantes cresceu, assim também como a qualidade da revista e a aparelhagem tipográfica, que necessitava de um número cada vez maior em outros locais.
A revista foi um sucesso, as máquinas ocuparam a cozinha e o refeitório, os corredores estavam repletos de cartas e revistas. Os membros poloneses eram 126 mil e o “Cavaleiro da Imaculada” tinha uma edição mensal de 60 mil cópias. Mais tarde quando voltou para a terra natal, o franciscano polonês continua a evangelizar com a imprensa escrita e em 1938, a revista havia atingido um milhão de exemplares;

### Niepokalanów
Em junho de 1927, Padre Kolbe e Padre Alfonso encontraram-se com o Sr. Srzednicki o administrador chefe do Príncipe John Drucki-Lubecki, proprietário do terreno que possuía uma grande área em Teresin, perto de Varsóvia, localizada no centro da Polônia, perto da principal linha ferroviária: lugar ideal para um novo convento e um complexo editorial. Porém Pe. Maximiliano não poderia aceitar uma doação de um lote de terra sem a permissão dos superiores. Entre os dias 19 e 21 de julho, aconteceu o Capítulo Provincial em Cracóvia e o caso foi discutido. 
Em 6 de agosto, o Padre Kolbe abençoou uma estátua da Imaculada no lugar onde haveria de construir o convento e no dia 1 de outubro o Príncipe Drucki-Lubecki firmou o gesto de doação do terreno.
No dia 1 de outubro de 1927, Padre Kolbe dá início à construção da Cidade da Imaculada, conhecida como Niepokalanów, na Polônia. No dia 21 de novembro de 1927, Padre Kolbe foi nomeado superior do futuro convento e transfere Padre Alfonso e outros irmãos para Teresin.
Em 1929, foi anunciada a abertura de um seminário, para aqueles que desejavam consagrar-se ao ministério sacerdotal como missionários no país ou fora dele, na Ordem dos Frades Menores Conventuais. Os pedidos foram tão numerosos, que foi necessário fundar outro seminário, independente do Instituto de formação dos frades.
Quando o Ministro Geral da Ordem visitou Niepokalanów em 1936, admirou-se: “o verdadeiro espírito franciscano, uma fervente devoção através da Imaculada, muito zelo a pobreza e a extrema simplicidade. Entre os confrades havia um intenso espírito de caridade. Reinava uma imensa harmonia, e sobre eles se percebia uma alegria serena e franciscana.”
Durante o Pontificado de Pio XI, o “Papa das missões”, o Ministro Geral da Ordem dos Franciscanos Conventuais convidou os frades a dedicarem-se às obras missionárias, segundo o espírito da Regra Franciscana.
No dia 25 de janeiro de 1930, Padre Kolbe encontrou-se com o Ministro Geral em Roma, apresentou o seu projeto de uma nova Niepokalanów entre os ateus e foi autorizado a partir para procurar um lugar para esta finalidade. Ele colocava ilimitada confiança na “comunhão dos santos”, ou seja, na solidariedade de todos os “mílites”, sejam vivos ou falecidos.
Antes de retornar à Polônia, confiou a sua obra à intercessão de 3 dos “sete primeiros”. No cemitério romano de Verano, visitou a tumba de Padre Antonio Mansi, depois a tumba de Padre Girolano Biasi em Camposampiero, perto de Pádua, e a tumba de Padre Antonio Glowinski em Assis.
A sua peregrinação continuou em Turim, por São José Cottolengo e São João Bosco, e depois nos santuários marianos que haviam inspirado a atividade da MI: Lourdes e Paris, em Rue du Bac, onde santa Catarina de Labouré recebeu a Medalha Milagrosa.
No dia 1 de fevereiro, encontrava-se em Lisieux, para visitar o santuário e o convento de Santa Teresa do Menino Jesus, padroeira das missões.

### Mugenzai-no-sono
Sem dinheiro e sem conhecer a língua nipônica, em 28 de fevereiro de 1930, Padre Kolbe parte de Niepokalanów para Nagasaki, no Japão com quatro confrades: Frei Zeno Zebrowski, Frei Hilary Lysakowski, Frei Sigmund Krol e Frei Severin Dagis. Deixou dois deles em Shangai, na esperança de fundar outra Cidade da Imaculada, e prossegue com os outros em direção ao Japão.
No dia 24 de maio, exatamente um mês após o desembarque em Nagasaki, chegam a uma modesta casa que foi o primeiro refúgio deles, sendo nomeada por Padre Kolbe de “A Grodno japonesa”, o religioso expede um telegrama a Niepokalanów com os dizeres: "Enviamos primeiro numero pt temos tipografia pt Viva Imaculada pt Maximiliano." Com uma tiragem de 10 mil cópias nascia assim a revista em língua japonesa, Seibo no Kishi, o Cavaleiro Japones ou também conhecida como "Revista Azul", que alcançou, em 1938, a tiragem de um milhão de exemplares. 
Em 12 de junho, Padre Kolbe retornou a Polônia para participar do Capítulo Provincial que deveria informar ao novo Ministro Geral o desenvolvimento do trabalho no Japão e para obter da Província Franciscana polonesa uma ajudar maior religiosa e também se possível financeira. O Capítulo Provincial e o Ministro Geral, concederam a aprovação a eles, no dia 25 de agosto e Padre Kolbe retornou para Nagasaki.
Seu irmão, Padre Alfonso Kolbe, que fora nomeado guardião de Niepokalanów e editor do Cavaleiro, morre prematuramente no dia 3 de dezembro de broncopneumonia, e deixa um buraco incomensurável. Ele fora um fiel intérprete e executor da vontade de seu irmão, no conservar sempre o espírito franciscano de pobreza em Niepokalanów.
No dia 04 de março de 1931, Padre Kolbe conquistou um terreno barato no pobre quarteirão Hongochi e no dia 16 de maio transferiu-se com os frades ao novo convento, e estabelece o Mugenzai-no-sono, o Jardim da Imaculada.
Ele gozou de uma especial proteção também no Paraíso, de fato foi poupado da fatal explosão da bomba atômica. Sobre o ponto mais alto das construções foi erguida uma grande estátua da Imaculada, que a noite era iluminada de uma coroa de lâmpadas: era bem visível do quartel e atraiu muitos pagãos em direção a Mugenzai-no-sono.

### Nirmalaram
No início de junho de 1932, o Padre Kolbe partiu de navio de Nagasaki e chegou na Índia no fim do mês, esperando conseguir fundar uma outra Cidade da Imaculada.
No início, a sua iniciativa foi coroada de sucesso, mas logo surgiram dificuldades de vários tipos, e foi impossível fundar a Niepokalanów Indiana antes e durante a Segunda Guerra.
Os problemas continuaram também depois da guerra, por causa da nova classe política indiana.
No dia 10 de maio de 1981, o sonho do Padre Kolbe torna-se finalmente realidade, com o nome “Nirmalaram”, O Jardim da Imaculada.
Pe. Kolbe retornou a Polônia pelo mar no dia 23 de maio de 1936, sobre o transatlântico “Conte Rosso”, para encontrar os confrades missionários em Serangai e permanecer na Itália.

### Guardião de Niepokalanów
Sendo encarregado de promover a difusão da MI em todo o mundo, Padre Kolbe trabalhou incansavelmente para organizar a MI e também pensou em introduzi-la no apostolado de sua Ordem. Em 1935, ele expos ao Ministro Provincial e depois ao Ministro Geral a proposta de consagrar a Ordem inteira a Imaculada, pedindo que tal moção fosse apresentada e discutida no Capítulo Geral que aconteceria em Roma no ano seguinte.
No dia 26 de maio de 1936, o Padre Kolbe deixou o Japão a bordo do navio “Victoria”, para participar do Capítulo Provincial de Cracóvia. Então ele foi eleito pelos seus superiores guardião de Niepokalanów, no dia 16 de julho. O motivo deste encargo foi a sua saúde precária, que piorou com o clima quente e úmido do Japão.
Finalmente no dia 08 de dezembro, a Ordem Franciscana Conventual consagrou-se a Maria Imaculada. O Capítulo Geral aprovou a proposta do Pe. Kolbe e decretou a consagração, estabelecendo que fosse renovada em cada ano no dia da Imaculada Conceição. Um ano depois em 1937, no décimo aniversário de fundação da Cidade de Maria, o Pe. Kolbe obtém a permissão de dirigir-se à nação polonesa e transmite pela rádio nacional. Descreve a história e a atividade da MI e de Niepokalanów. O seu discurso comemorativo provoca numerosos consensos, e foi convidado a falar novamente no dia 2 de fevereiro de 1938.

### Rádio
Com o passar dos anos, a produção editorial de Niepokalanów cresceu de modo surpreendente, seja no número dos colaboradores, como no número de publicações. Então o Pe. Kolbe deduzia que um meio potente como o rádio, poderia ser usado para conduzir um maior número de almas a Maria, em vez de difundir o mal. No dia 8 de dezembro de 1938, na Festa da Imaculada, os frades inauguram a estação de rádio SP 3RN (Estação Polonesa 3 Rádio Niepokalanów), dispondo somente de uma autorização oral do Governo. Frei Mansuetus Marczewski opera a estação de rádio de Niepokalanów. Depois de poucas transmissões, tiveram que suspender cada atividade, por causa da oposição dos inimigos que temiam o sucesso da estação de rádio.

### Legado
Em 17 de fevereiro de 1941 Kolbe é preso pela Gestapo devido ao receio da grande influência que a revista e outras publicações marianas exerciam dirigidas por ele, condenado a trabalhos forçados e depois assassinado em Auschwitz em 25 de maio em condições muito heróicas e cristãs. A atividade deste movimento esteve parada na União Soviética, com o comunismo mas depois, com a Queda do Muro de Berlim sofreu uma enorme expansão na sua terra natal com milhares de leigos e colaboradores.
Durante estes anos a MI superou a Segunda Guerra Mundial, o martírio de seu fundador no campo de extermínio de Auschwitz na Polônia e criou forças, expandindo por diversos países através da Ordem dos Frades Menores Conventuais e leigos integrantes da Milícia da Imaculada. Com todos os meios possíveis de evangelização, a MI está a disposição e a serviço da Igreja Católica Apostólica Romana.

## Objetivos
Milícia da Imaculada. “Ela te esmagará a cabeça” Gen III, 15 “Sozinha, venceste todas as heresias no mundo inteiro”.
São Maximiliano ao criar o movimento concedeu três objetivos fundamentais para seguir com a obra. Sendo eles:

### Ι - Finalidade
Procurar a conversão dos pecadores, dos hereges, dos cismáticos, dos Judeus, etc. e especialmente os maçons, e a santificação de todos sob o patrocínio e por intermédio da B.B.M. Imaculada.

### II - Condições
Oferecimento total de si mesmo, como instrumento em Suas mãos Imaculadas; Levar a Medalha Milagrosa.

### III - Meios
Rezar, fazer penitência, oferecer a Deus o cansaço e os sofrimentos quotidianos da vida; dirigir-se, possivelmente todos os dias, à Imaculada com a jaculatória; "Ó Maria concebida sem pecado, rogai por nós que recorremos a vos, e por todos aqueles que a vós não recorrem, e principalmente pelos maçons". Usar qualquer meio válido e legítimo à disposição para a conversão e a santificação dos homens, mas, sobretudo, a imprensa e a medalha milagrosa. Fazer-se, assim, intérpretes esperados do Evangelho e capazes de suscitar escolhas cristãs e vocacionais com a oração, a penitência, o bom exemplo, a cordialidade, a doçura, a bondade, como reflexo das acções da Imaculada (cf. SK 97).

## Medalha Milagrosa
São Maximiliano Kolbe, ao fundar a Milícia da Imaculada, escolheu a Medalha Milagrosa como seu distintivo. Ela é um meio eficaz de se alcançar muitas graças para todos que se consagram à Maria e instrumento poderoso para a conversão dos pecadores. Como um de seus objetivos, levar ela consigo e ao menos uma vez ao dia rezar a jaculatória, Ó Maria concebida sem pecado, rogai por nós que recorremos a Vós e por todos quantos não recorrem a Vós, especialmente pelos inimigos da Santa Igreja e por todos quantos são a vós recomendados.

## Decreto de aprovação da Milícia da Imaculada
No dia 16 de outubro de 1997 em seu 80.° aniversário, o Papa João Paulo II decreta a ereção da Milícia da Imaculada como uma Associação Pública Internacional.

Cidade do Vaticano, 16 de outubro de 1997.
80° aniversário da Fundação da Milícia da Imaculada
O PONTIFÍCIO CONSELHO PARA OS LEIGOS DECRETA: a ereção da Milícia da Imaculada como Associação Publica Internacional, a norma do can. 312,1, 1 e ss. Do Código de Direito Canônico, aprovado ao mesmo tempo os seus Estatutos gerais conforme o texto original apresentado e depositado nos Arquivos do Dicastério.

—Decreto de Aprovação da Milícia da Imaculada

## Brasil
No Brasil a Milícia da Imaculada deu seus primeiros passos com um grupo de leigos que já tinham o desejo de evangelizar com Maria. Tudo começou em Santo André, no dia 14 de novembro de 1987, com a veiculação de um programa com a duração de 5 minutos na Rádio Clube, com o tema, Consagração a Nossa Senhora, que é para a Milícia o coração de todo o apostolado. Hoje a sede se encontra em São Bernardo do Campo onde tem o Santuário da Imaculada Conceição e de São Maximiliano Kolbe, lugar de encontro diário com Jesus Eucarístico.
A Milícia da Imaculada é composta por leigos, sacerdotes, consagrados e religiosos, que são chamados de milites: soldados de Nossa Senhora. Graças ao empenho e à generosidade de cada milite, a Milícia da Imaculada no Brasil deu um salto na evangelização através dos meios de comunicação.
A Rádio Imaculada Conceição, é a primeira emissora, atualmente produz 24hs de programação “ao vivo” sem intervalos comerciais. A revista “O Mílite” era apenas um boletim, está com mais de 50 páginas contendo formação da nossa espiritualidade e informação da Igreja no Brasil e do mundo. O site surgiu em 1999, disponibilizando links sobre o movimento e onde se encontra textos, ouvir a rádio online simultaneamente pela página, dar a sua opinião, se formar e informar, coisa feita por internautas de mais de 40 países. A TV Imaculada Conceição em Campo Grande, que começou com o programa “Rosário em seu lar” com a duração de 1 hora e agora está expandindo sua programação. 
Em 2017 a Milícia da Imaculada comemora 30 anos de sua fundação no Brasil. Hoje com a ascensão da Internet, redes sociais, e aplicativos para celular, continua a procurar evangelizar através dos mais modernos meios de comunicação viáveis assim como desejou e seu fundador São Maximiliano Kolbe.